# سچا کلان
سچا کلان (به انگلیسی: Sacha Kalan) یک روستا در پاکستان است که در ناحیه مانسهره واقع شده‌است.